# Caloplaca wrightii
Caloplaca wrightii är en lavart som först beskrevs av Edward Tuckerman, och fick sitt nu gällande namn av Fink. Caloplaca wrightii ingår i släktet orangelavar och familjen Teloschistaceae.   Inga underarter finns listade i Catalogue of Life.